# Łabętnik
Łabętnik – wieś w Polsce położona w województwie podlaskim, w powiecie augustowskim, w gminie Bargłów Kościelny.
| SIMC    | Nazwa     | Rodzaj    |
| ------- | --------- | --------- |
| 0754414 | Pod Lasem | część wsi |

W latach 1975–1998 miejscowość administracyjnie należała do województwa suwalskiego.